# Las Bielański
Las Bielański este o arie protejată (sit de importanță comunitară — SCI) din Polonia întinsă pe o suprafață de 132,4 ha, integral pe uscat.

## Localizare
Centrul sitului Las Bielański este situat la coordonatele 52°17′33″N 20°57′42″E / 52.2924°N 20.9617°E.

## Înființare
Situl Las Bielański a fost declarat sit de importanță comunitară în octombrie 2009 pentru a proteja 2 specii de animale.

## Biodiversitate
Situată în ecoregiunea continentală, aria protejată nu include niciun habitat protejat.
La baza desemnării sitului se află mai multe specii protejate de  nevertebrate (2): croitorul mare al stejarului (Cerambyx cerdo), Osmoderma eremita.